# Grassendorf
Grassendorf es una localidad y  comuna francesa situada en el departamento de Bajo Rin, en la región de Alsacia. Tiene una población de 189 habitantes (según censo de 1999) y una densidad de 84 h/km².
En el dialecto alsaciano, los habitantes de Grassendorf son conocidos en la región por el apelativo de Veichchul ("Los pavos").

## Historia
A mitad del siglo XVII, la comuna experimentó una importante llegada de inmigrantes procedente de Picardía, concretamente de Thiérache.

## Demografía
| 197                        | 203 | 201 | 183 | 195 | 189 |
| (Fuente: [cita requerida]) |     |     |     |     |     |